# Улица Генерала Ермолова
У́лица Генера́ла Ермо́лова (до 11 августа 1962 года — проекти́руемый прое́зд № 1624) — улица в Западном административном округе города Москвы на территории района Дорогомилово.

## История
Улица получила современное название в честь русского военачальника, героя Отечественной войны 1812 года, командующего войсками Отдельного Кавказского корпуса А. П. Ермолова (1777—1861) в связи со 150-летием Бородинского сражения. До 11 августа 1962 года называлась проекти́руемый прое́зд № 1624.

## Расположение
Улица Генерала Ермолова проходит на северо-запад от Поклонной улицы, пересекает Кутузовский проспект, к улице Генерала Ермолова с северо-запада примыкает улица Барклая, далее к улице Генерала Ермолова примыкают улица Неверовского с юго-запада и улица Дениса Давыдова с северо-востока, улица Генерала Ермолова проходит далее до путей и станции Фили Белорусского направления Московской железной дороги. На пересечении Кутузовского проспекта и улицы Генерала Ермолова расположена площадь Победы. На участке от Поклонной улицы до Кутузовского проспекта организовано одностороннее движение в сторону Поклонной улицы, на участке от Кутузовского проспекта до улицы Неверовского — одностороннее движение в сторону улицы Неверовского. Нумерация домов начинается от Поклонной улицы.

## Примечательные здания и сооружения
По нечётной стороне:
- № 1 — стадион «Метеор».

По чётной стороне:
- № 4 — жилой дом. Здесь жил поэт Лев Ошанин[4].
- № 12 — детская стоматологическая поликлиника № 28;
- № 14а — автобаза ГУП «Мосавтохолод» (филиал № 1).

## Транспорт

### Метро
- Станция метро «Парк Победы» Арбатско-Покровской и Калининско-Солнцевской линии — на площади Победы на пересечении с Кутузовским проспектом.

### Железнодорожный транспорт
- Платформа Поклонная Киевского направления Московской железной дороги — юго-западнее улицы, неподалёку от Поклонной улицы.
- Станция Фили Белорусского направления Московской железной дороги — у северо-западного конца улицы.